# Macaranga congestiflora
Macaranga congestiflora är en törelväxtart som beskrevs av Elmer Drew Merrill. Macaranga congestiflora ingår i släktet Macaranga och familjen törelväxter. IUCN kategoriserar arten globalt som sårbar.
Artens utbredningsområde är Filippinerna. Inga underarter finns listade i Catalogue of Life.